# Francisco Gallego
Francisco Fernández Rodríguez conhecido como Gallego (Puerto Real, 4 de março de 1944) é um ex-futebolista espanhol que atuava como defensor.

## Carreira
Durante a sua carreira, Gallego jogou pelo Sevilla entre 1961-65 e 1975-80 e fez 185 jogos da primeira divisão e 9 gols, e no Barcelona entre 1965-75 e fez 248 jogos fazendo 17 gols.
Com o Barcelona ele ganhou Primeira Divisão Espanhola na temporada 1973–74.
Gallego fez 36 jogos pela seleção espanhola e jogou na Copa do Mundo de 1966. Ele foi campeão do Campeonato Europeu de 1960.[carece de fontes?]

## Títulos
- Taça das Cidades com Feiras: 1965–66, 1971
- Primeira Divisão Espanhola: 1973–74
- Copa do Rei: 1967–68, 1970–71

- Campeonato Europeu: 1960